# 常盘光长
常盤 光長，平安时代土佐派专画大和绘的画家，担任宫廷画师。別名为藤原光长或土佐光长。出身不明，有一说为藤原北家良门流，中務大輔・藤原経隆、或是豊前守・藤原邦隆之子。官至从四品，刑部大辅。
承安3年（1173年），于藤原隆信合作为在最勝光国子监画障子会。
其最出名的画作是描绘奉后白河法皇命而画描绘平安时代应天门之变的《伴大納言繪詞》和《吉備大臣入唐繪卷》。其中《伴大納言繪詞》为日本国宝，古代四大名画之一。